# Tenes (fill de Cicne)
Tenes (en grec antic Τένης), va ser, segons la mitologia grega, l'heroi epònim de l'illa de Tenedos, davant de la costa de Troia. Se'l considera fill de Cicne, i de vegades fill d'Apol·lo. La seva mare va ser Pròclia, una filla de Laomedont. Tenia una germana que es deia Hemítea.
Proclea, la mare de Tenes, es va morir, i el seu pare es va tornar a casar amb Filònome. Aquesta dona va calumniar Tenes davant del seu pare, explicant que l'havia volgut violentar, quan en realitat el noi havia estat insensible a les seves insinuacions. Cicne va creure la seva dona, i va manar que els seus dos fills fossin tancats dins d'un bagul i abandonats al mar. El bagul, protegit pels déus i potser especialment per Posidó, que era avi de Tenes, va arribar a la costa de l'illa que aleshores s'anomenava Lèucofris, la futura Tenedos. Els habitants el van fer rei de l'illa. Quan, anys després, Cicne va veure el seu error, va voler reconciliar-se amb el seu fill, però Tenes s'hi va negar. El seu pare era dalt d'una nau atracada a la costa de l'illa i Tenes li tallà les amarres, per indicar-li que tot quedava trencat entre ells.
Quan els grecs anaven cap a Troia, es van presentar a Tenedos. Tenes va voler impedir que desembarquessin llençant-los pedres, però va ser mort per Aquil·les, que el va ferir al pit. Alguns autors expliquen que Cicne, que s'havia reconciliat amb el seu fill, també va morir en la mateixa lluita a mans d'Aquil·les.
Segons una altra versió sobre la mort de Tenes, Aquil·les el va immolar quan va tractar de protegir la seva germana Hemítea de les persecucions amoroses de l'heroi. Diodor de Sicília explica que va ser enterrat en el mateix lloc on més endavant s'hi aixecaria un temple dedicat a ell. L'entrada a aquest santuari no estava permesa als flautistes perquè un flautista anomenat Eumolp, subornat per la seva sogra Filònome, havia comès perjuri contra ell.
En els relats post-homèrics sobre el mite d'Aquil·les, la mort de Tenes era un dels episodis que lligaven l'heroi amb el seu destí. Tetis l'havia advertit que, si matava un fill d'Apol·lo, no podria evitar una mort violenta davant de Troia.